# كارين كور
كارين كور (بالإنجليزية: Karen Corr)‏ هي لاعبة سنوكر بريطانية، ولدت في 10 نوفمبر 1969 في Ballymoney ‏ في المملكة المتحدة.